# Herbert Potts
Pour les articles homonymes, voir Potts.
Herbert Alfred Potts est un footballeur anglais né le 30 janvier 1878 et mort à une date non connue.

## Biographie
Herbert Potts et son frère aîné Walter Potts sont attaquants au Antwerp FC à la fin du XIXe siècle, lorsque le club anversois rate l'accès à la finale pour le titre de peu lors d'un test-match. À la suite de cela, la majorité des joueurs ainsi que les frères Potts quittent le club pour rejoindre le Beerschot AC nouvellement créé. 
Herbert Potts joue au Beerschot de 1900 à 1905. Il est meilleur buteur du Championnat de Belgique en 1901 avec 26 buts puis en 1902 avec 16 buts.
Le 28 avril 1901, il a joué dans une sélection de joueurs du championnat belge contre une sélection néerlandaise, peut-être le premier match international de la Belgique. Cette rencontre soldée par une victoire 8 à 0, n'est pas reconnue officiellement. Herbert a inscrit 7 des 8 buts de la rencontre, et son frère Walter le huitième.

## Palmarès
- Vice-champion de Belgique en 1901 avec le Beerschot AC
- Meilleur buteur du Championnat de Belgique en 1901 (26 buts) et 1902 (16 buts) avec Beerschot AC